# Tepperotettix
Tepperotettix is een geslacht van rechtvleugeligen uit de familie doornsprinkhanen (Tetrigidae). De wetenschappelijke naam van dit geslacht is voor het eerst geldig gepubliceerd in 1952 door Rehn.

## Soorten
Het geslacht Tepperotettix  is monotypisch en omvat slechts de volgende soort:
- Tepperotettix reliqua (Rehn, 1952)